# Distretto di Wufeng
Il distretto di Wufeng, anche Wufong (霧峰區T, 雾峰区S, Wùfēng qūP) è un distretto di Taiwan, nella municipalità controllata direttamente di Taichung.